# Geeloogarassari
De geeloogarassari (Aulacorhynchus sulcatus) is een vogel uit de familie Ramphastidae (toekans).

## Verspreiding en leefgebied
Deze soort komt voor in noordoostelijk Colombia en noordelijk Venezuela en telt drie ondersoorten:
- A. s. sulcatus: noordelijk Venezuela.
- A. s. erythrognatus: noordoostelijk Venezuela.
- A. s. calorhynchus: noordwestelijk Venezuela en noordoostelijk Colombia.

## Status
De grootte van de populatie is niet gekwantificeerd maar de soort wordt omschreven als vrij algemeen. Op de Rode lijst van de IUCN heeft deze soort de status niet bedreigd.